# Radirgy
A Radirgy shoot ’em up videójáték, melyet a MileStone Inc. fejlesztett és jelentetett meg 2005-ben a Sega NAOMI játéktermi rendszerre. Történetének középpontjában Kamigusza Sizuru iskoláslány áll egy olyan korban, melyben a légteret olyan rádióhullámok töltik be, melyekre allergiás. Meg kell mentenie édesapját, aki a betegségére orvosságot fejleszt, a terroristáktól, akik átvették az irányítást a cége felett. A játék bullet hell játékmeneti elemeket tartalmaz, illetve egyedi cel shaded grafikai stílusa van.
A Radirgyt 2006-ban átírták Dreamcast, PlayStation 2 és GameCube platformokra — utóbbi kettő további játékmódokat is tartalmaz. A Gamecube-verziót az O~3 Entertainment Radio Allergy címen lokalizálni akarta az észak-amerikai piacra, azonban a játék megjelenését törölték. A játékot később a Milestone-lövöldözős játékokat tartalmazó, Wiire megjelent Ultimate Shooting Collection című csomagban lokalizálták. A kritikusok szerint a játék kihívást jelentő és egyedi, de összességében átlagos kísérleti lövöldözős játék. A Radirgyt Radirgy Noa, Radirgy de godzsaru! és Radirgy Swag címen három folytatás követte.

## Játékmenet

Képernyőkép az első pályáról

A Radirgy vertikálisan mozgó shoot ’em up élénk cel shaded grafikai stílussal. A játékban egy öt pályából álló játéktermi mód, egy pontszámvadász mód, állítható nehézségi szint, illetve a platformtól függően további játékmódok is vannak. A történet középpontjában Kamigusza Sizuru nevű diáklány áll, aki allergiás a rádióhullámokra. Az édesapja egy olyan cég alkalmazottja, amely erre a betegségre fejleszt gyógyszert, azonban a Micsima Ruki által vezényelt terroristacsoport elfoglalja a vállalat épületét. Sizuru egy repülő mecha pilótája lesz, hogy kiszabadítsa az apját és a gyógyszert a terroristák fogságából. A történet előremozgatása érdekében szövegdobozok jelennek meg a játékmezőn, habár ezt a funkciót ki lehet kapcsolni.
A játék bullet hell játékmechanikai elemeket tartalmaz, így a játékos által vezérelt szereplőnek kicsi a találati zónája és lövedékek sokaságát kell kikerülnie. A legtöbb lövedék minta nélküli hullámokban érkezik, leszámítva a főellenségharcok során, melyek alatt strukturáltabb minták szerepelnek. A játékos három különböző hajó közül választhat, amelyek mindegyike más-más sebességbeállítással rendelkezik, valamint három fegyver közül is választhat: egy szélesebb sugárban lövedéket szóró gépágyú, egy célkövető lézer, illetve egy buborékágyú. Mindegyik fegyver másképp viselkedik, ezért a játékosnak a használatukkor eltérő stratégiákat kell alkalmaznia. A játékos egy karddal és egy pajzzsal is fel van szerelve. A kard és a főfegyver az ellenséges egységek és bizonyos lövedékek elpusztítására, illetve a tárgyak eltérítésére használhatók. Ez az eltérítési mechanika lehetőséget ad a játékos számára a felvehető tárgyakkal és fejlesztésekkel való „zsonglőrködésre”, hogy csak akkor kelljen felhasználni azokat, amikor szüksége van rájuk. Ha a játékos nem lő, akkor automatán aktiválódik egy páncél, mellyel bizonyos lövedékeket vissza lehet verni. A pontszámszorzót meghatározó kombócsík akkor növelhető, ha a játékos a pajzs segítségével a lövedékekből vagy az ellenségből energiát gyűjt vagy az ABSNET-pajzs, egy olyan fegyver használatával, amely a képernyőn látható összes kisebb ellenfelet és lövedéket megsemmisíti. Az ABSNET-pajzs használatához a játékosnak meg kell töltenie egy mérőt az elpusztított ellenségek által elejtett kék tárgyak összegyűjtésével.

## Megjelenés
A Radirgyt miután először megjelent a játéktermi Sega NAOMI platformra, átírták Dreamcastra, majd később PlayStation 2-re és GameCube-ra. Az utóbbi kettő Radirgy PreciouS, illetve Radirgy GeneriC címen jelent meg, a címük magukra a platformokra utalnak. A PlayStation 2-verzióban egy nehezebb „okavari mód”, míg a GameCube-kiadásban „manpuku mód” néven egy különleges pontszámvadász játékmód is helyet kapott. Ezen kiadások mindegyike kizárólag Japánban volt elérhető. A Radirgyt a korábban megjelent Chaos Fielddel ellentétben nem a későbbi konzolátiratok figyelembe vételével fejlesztették. Az otthonikonzol-átiratok ötlete a fejlesztés késői szakaszában merült fel.
2007 januárjában az O~3 Entertainment bejelentette, hogy februárban Radio Allergy cím alatt lokalizálja a játék GameCube-verzióját az észak-amerikai piacra. A cég korábban a MileStone egy másik lövöldözős játékát, a Chaos Fieldet is lokalizálta. A megjelenési dátumot azonban többször eltolták, míg végül 2007 júniusában törölték a játék megjelenését, mivel a kiskereskedők nem érdeklődtek a GameCube-címek árusítása iránt. A MileStone elkezdte vizsgálni annak lehetőségét, hogy a játék bekerüljön egy Wiire készült válogatásba. A Radio Allergyt, a Chaos Field és a Karous társaságában végül a Wiire megjelent Ultimate Shooting Collection gyűjteményben lokalizálták. 2009-ben Radirgy Noa címmel megjelent egy folytatás. 2014-ben Nintendo 3DS-re Radirgy de godzsaru!, címmel egy újabb folytatást is kapott.

## Fogadtatás
| Szerző                | Értékelés |
| --------------------- | --------- |
| IGN                   | 6,5/10    |
| Nintendo Power        | 5/10      |
| Nintendo World Report | 6,5/10    |
| Retro Gamer           | 80%       |

Az IGN szerint a Radirgy Dreamcast-verziója kihívást jelentő, de összességében átlagos lövöldözős játék. Az IGN egy előzetesben élvezte a játék GameCube-változatát. Úgy találták, hogy a játék nem rendelkezik az Ikaruga, egy másik GameCube-lövöldözős játék mélységével, azonban ennek ellenére úgy vélték, hogy a játék „szolid”, különösen a 20 dolláros árát figyelembe véve. Kurt Kalata a Hardcore Gaming 101 weboldalon azt írta, hogy a látvány és a pontozási rendszer üdének tartja Radirgyt, azonban amint a vonzerő elillan, a játékról kiderül, hogy nem több, mint egy újabb „kísérleti lövöldözős játék”. Kalata kritizálta a játék zenei anyagát és a kétjátékos mód hiányát. Aaron Kaluszka a Nintendo World Report weboldalán megjelenésekor elemzést írt a GameCube-kiadásról és a játékot ugyan összességében átlagosnak találta, azonban szerinte az mégis üdvözlendő adaléka a rendszer játékkönyvtárának. Kaluszka dicsérte a cel shaded dizájnt, a hangokat, az irányítást és az újrajátszhatósági értéket. A pályatervezést, a lelassulásokat, a játékmenetet hártáltató grafikai stílust és a többi lövöldözős játékoktól való kitűnést visszatartó játéktervezési döntéseket azonban már kritizálta. Stílus tekintetében „valahol a 16 bites korszak cute-em-upjai és a hagyományosabb lövöldék” közé sorolta be a játékot. Darran Jones a Retro Gamer hasábjain a Radirgyt előrelépésnek nevezte a Chaos Fielddel szemben, és dicsérte a játék pontozási rendszerét, pályatervezést és a képi világot.

## Fordítás
- Ez a szócikk részben vagy egészben  a   Radirgy című angol Wikipédia-szócikk ezen változatának fordításán alapul.  Az eredeti cikk szerkesztőit annak laptörténete sorolja fel. Ez a jelzés csupán a megfogalmazás eredetét és a szerzői jogokat jelzi, nem szolgál a cikkben szereplő információk forrásmegjelöléseként.